# Octosporella ornithocephala
Octosporella ornithocephala är en svampart som beskrevs av Döbbeler 1980. Octosporella ornithocephala ingår i släktet Octosporella och familjen Pyronemataceae.   Inga underarter finns listade i Catalogue of Life.